# Jardí de la Fundació Julio Muñoz Ramonet
El jardí de la Fundació Julio Muñoz Ramonet, també conegut com a jardí de Can Fabra, es troba al barri de Sant Gervasi-Galvany de Barcelona. Va ser realitzat per Jean-Claude Nicolas Forestier el 1916, amb una remodelació posterior de Joan Mirambell i Ferran, i des del 2016 és obert al públic.

## Història

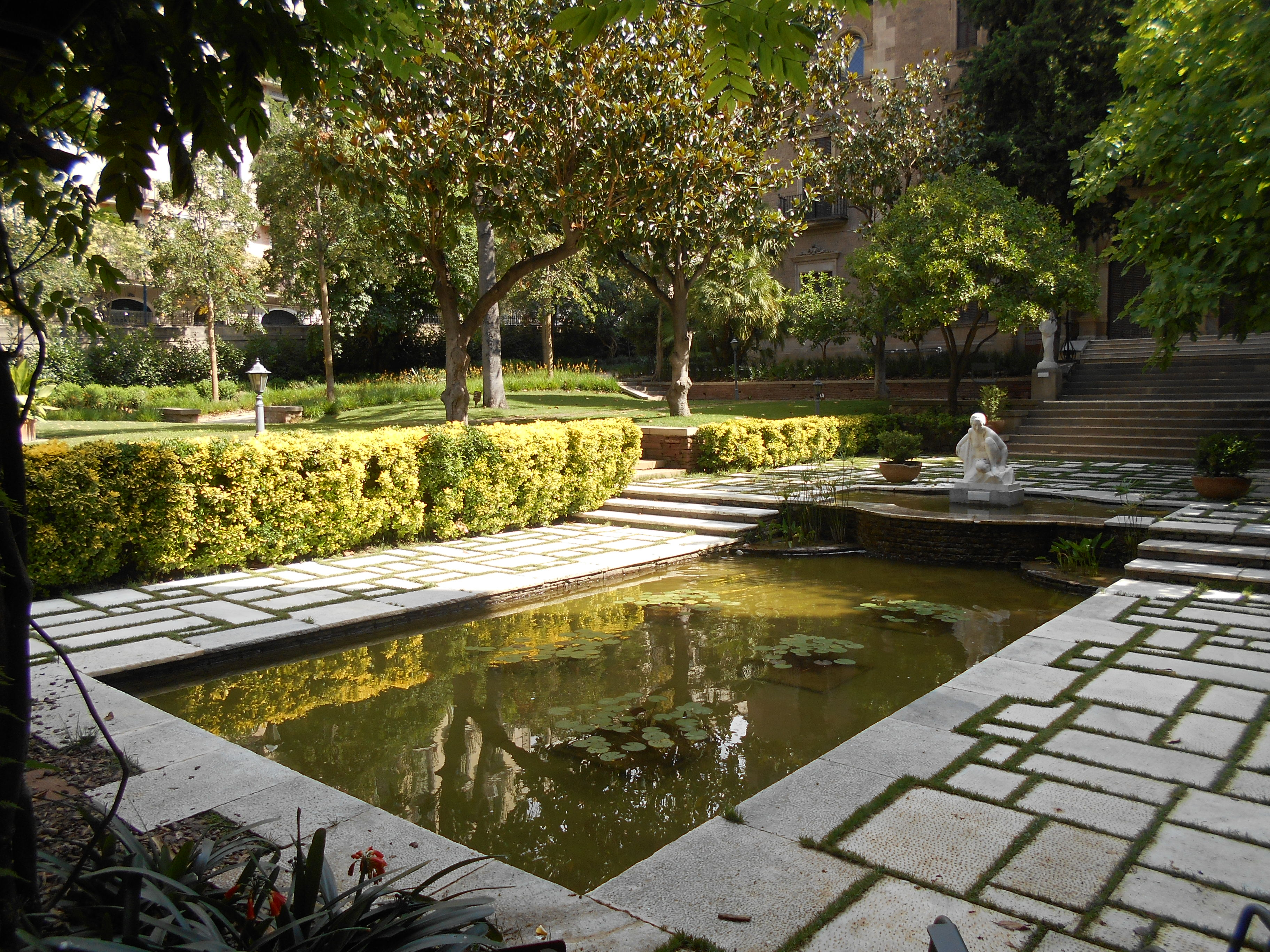
Estany inferior

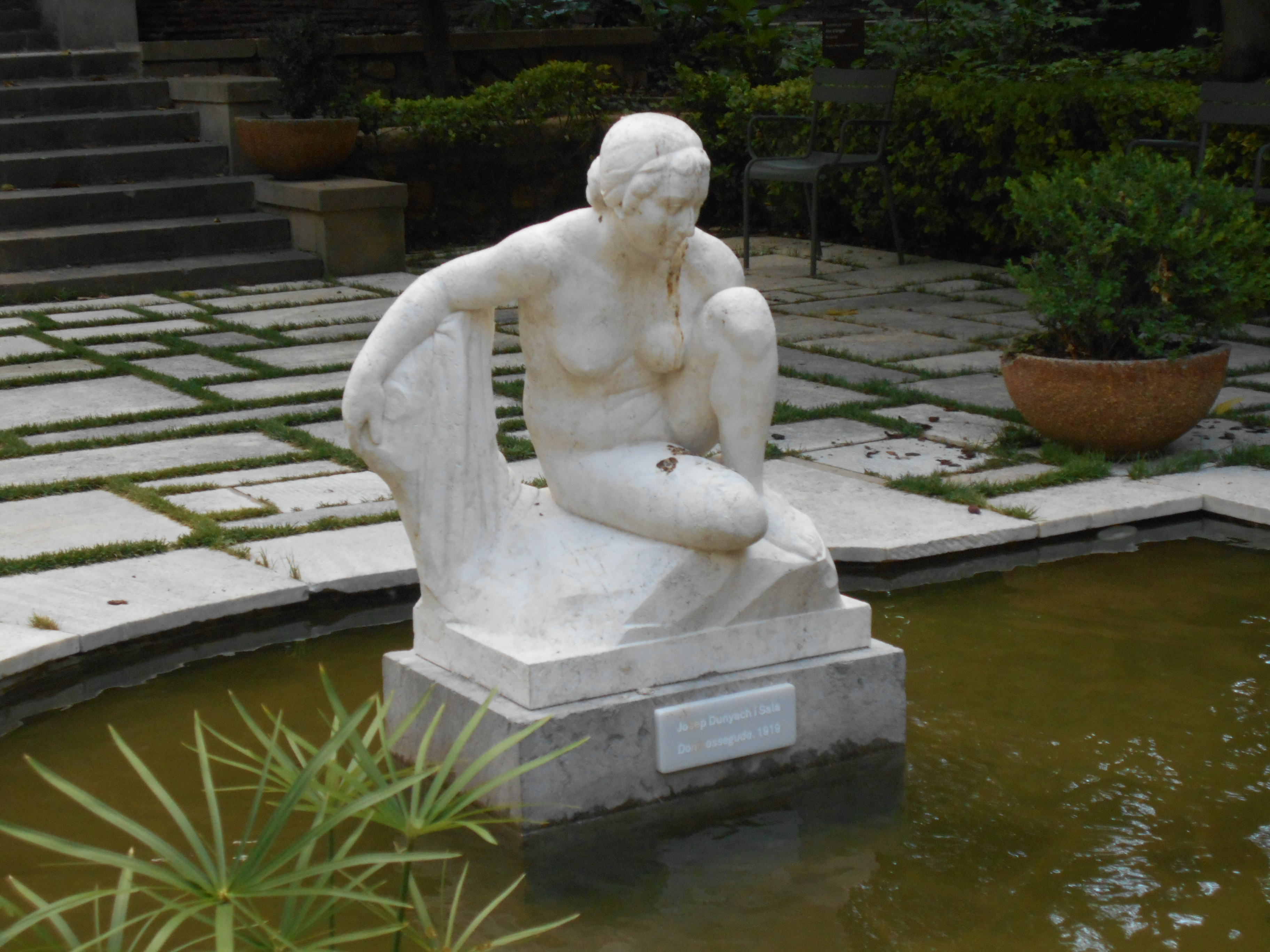
Dona asseguda, de Josep Dunyach (1919)

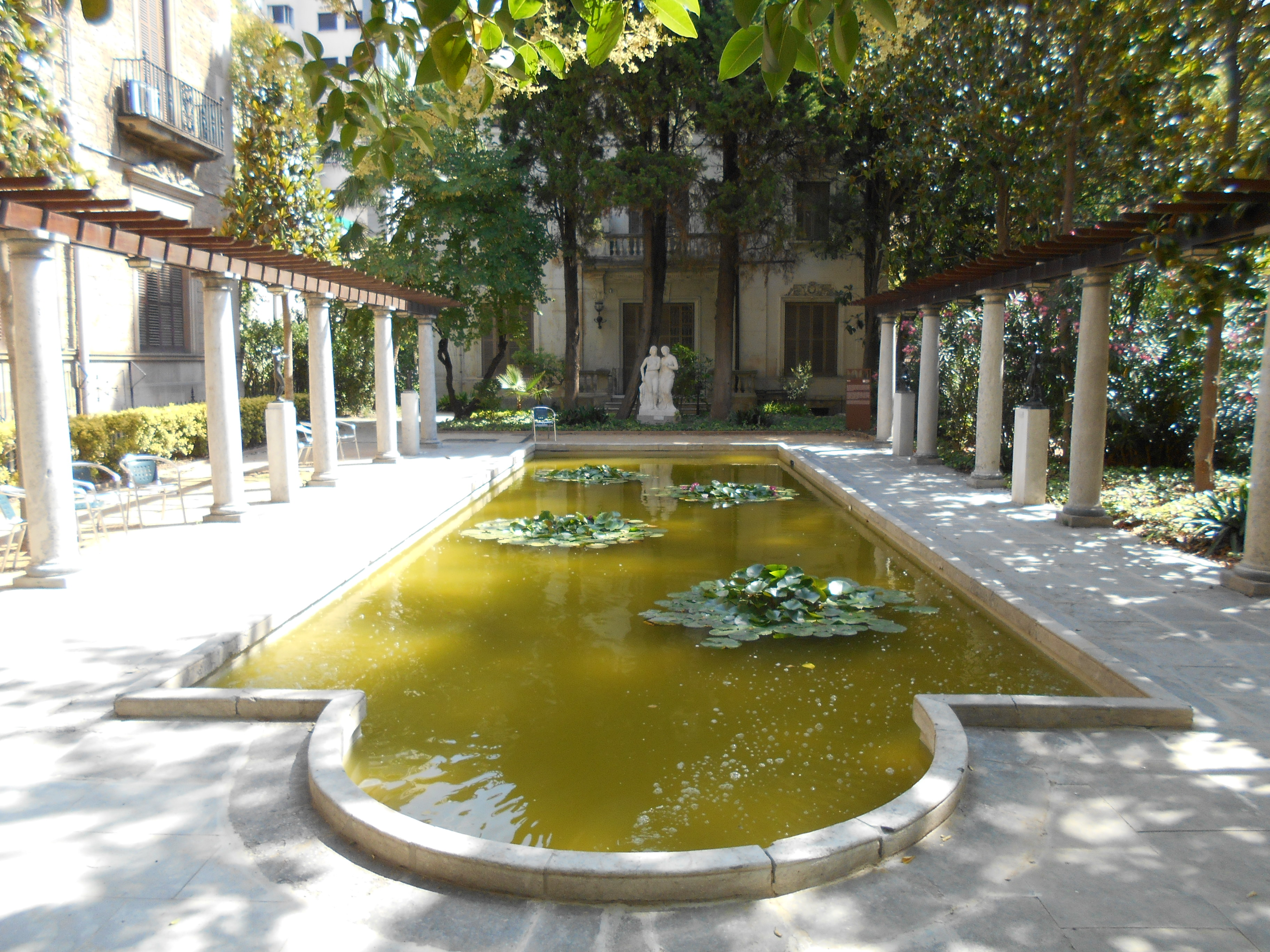
Estany superior

La finca, coneguda com a Can Fabra, va ser adquirida i edificada per Ferran Fabra i Puig, segon marquès d'Alella, enginyer industrial, empresari i polític, que va ser alcalde de Barcelona entre maig de 1922 i setembre de 1923. El 1916 va encarregar el disseny del jardí al paisatgista francès Jean-Claude Nicolas Forestier, introductor a Espanya de l'anomenat «jardí mediterrani», i artífex a la Ciutat Comtal dels jardins de Laribal (1917-1924) i Miramar (1919-1923) a Montjuïc i del parc del Guinardó (1918). El projecte original tenia com a element principal un estany rectangular amb un brollador d'aigua, envoltat de rosers i pèrgoles en forma d'U. El jardí, de 4.123 m², tenia una estructura de terrasses, amb escales per accedir als diferents nivells.
El 1917 es va construir la casa principal, un edifici noucentista de l'arquitecte Enric Sagnier i Villavecchia, que també es va encarregar de la torre que dona al carrer de l'Avenir, habitada per la germana del marquès, Inès Fabra i Puig. El 1933, Fabra va fer construir un edifici d'habitatges a la cantonada dels carrer de Muntaner i de l'Avenir, amb la qual cosa es van perdre 526 m² de jardí.
El 1945, la finca fou adquirida per l'empresari Julio Muñoz Ramonet, propietari de diverses empreses tèxtils i dels magatzems El Siglo i El Águila. Aquest va encarregar una remodelació del jardí al paisatgista Joan Mirambell i Ferran, qui hi va treballar entre 1956 i 1957. Va canviar l'estructura del jardí a través d'una sèrie de desnivells, elevant els laterals per apropar el jardí a la casa. D'altra banda, va canviar l'orientació de l'estany i va desplaçar la pèrgola. També va canviar la vegetació, i va substituir la platabanda de flors del jardí lateral de la torre per una piscina.
Exiliat a Suïssa, on va morir el 1991, Muñoz Ramonet va llegar la finca a la ciutat de Barcelona sota el patronat d'una fundació, però les seves filles van impugnar-ne el testament, iniciant així un llarg litigi que va acabar el juliol del 2013, quan la Fundació Julio Muñoz Ramonet en prengué possessió. Finalment, el jardí va ser obert al públic el 2016, després de ser restaurat.

## Descripció
L'accés al jardí es realitza pel carrer de Muntaner, on es troba el primer nivell o «jardí inferior», presidit per un estany amb l'escultura Dona asseguda, obra de Josep Dunyach de 1919. Al peu de l'estany es troba una pèrgola de glicina emparrada. Ascendint des d'aquí cap a la casa hi ha unes escales flanquejades per dues escultures de Josep Cañas, Al·legoria de la primavera i Al·legoria de l'estiu, ambdues de 1945. Girant a la dreta hi ha un camí amb l'escultura Barcelona, de Josep Dunyach (1947), que dona accés al «jardí superior», situat entre la casa principal i la torre. Es troba aquí un altre estany (antiga piscina de la torre), poblat de nenúfars i flanquejat per dues pèrgoles paral·leles als intercolumnis de les quals es troben sis escultures sobre pedestals: cinc de Josep Dunyach (Nu de peu pentinant-se, 1940; Dona ajupida, 1924; Dona recolzada sobre espigues, 1925; Nu, 1937; i Figura femenina asseguda, 1928) i una de Vicenç Navarro (Diana caçadora, 1928). Al fons de l'estany, enfront de la torre, es troba el grup escultòric Confidències a la platja, de Josep Dunyach (1934). La resta del jardí són zones de vegetació solcades per diversos camins, amb diverses escales que salven els desnivells.
Entre les diverses espècies vegetals es troben: l'auró de Freeman (acer freemanii), el llorer (laurus nobilis), la clívia (clivia miniata), l'aspidistra (aspidistra elatior), el còcul (cocculus laurifolius), l'alvocat (persea americana), el til·ler (tilia sp.), el margalló (chamaerops humilis), l'auró negre (acer monspessulanum), la glicina (wisteria sinensis), l'ala d'àngel (acanthus mollis), el cirerer de flor (prunus subhirtella), la magnòlia (magnolia grandiflora), el lledoner (celtis australis), l'arbre de l'amor (cercis siliquastrum) i la livistona (livistona chinensis).

## Galeria

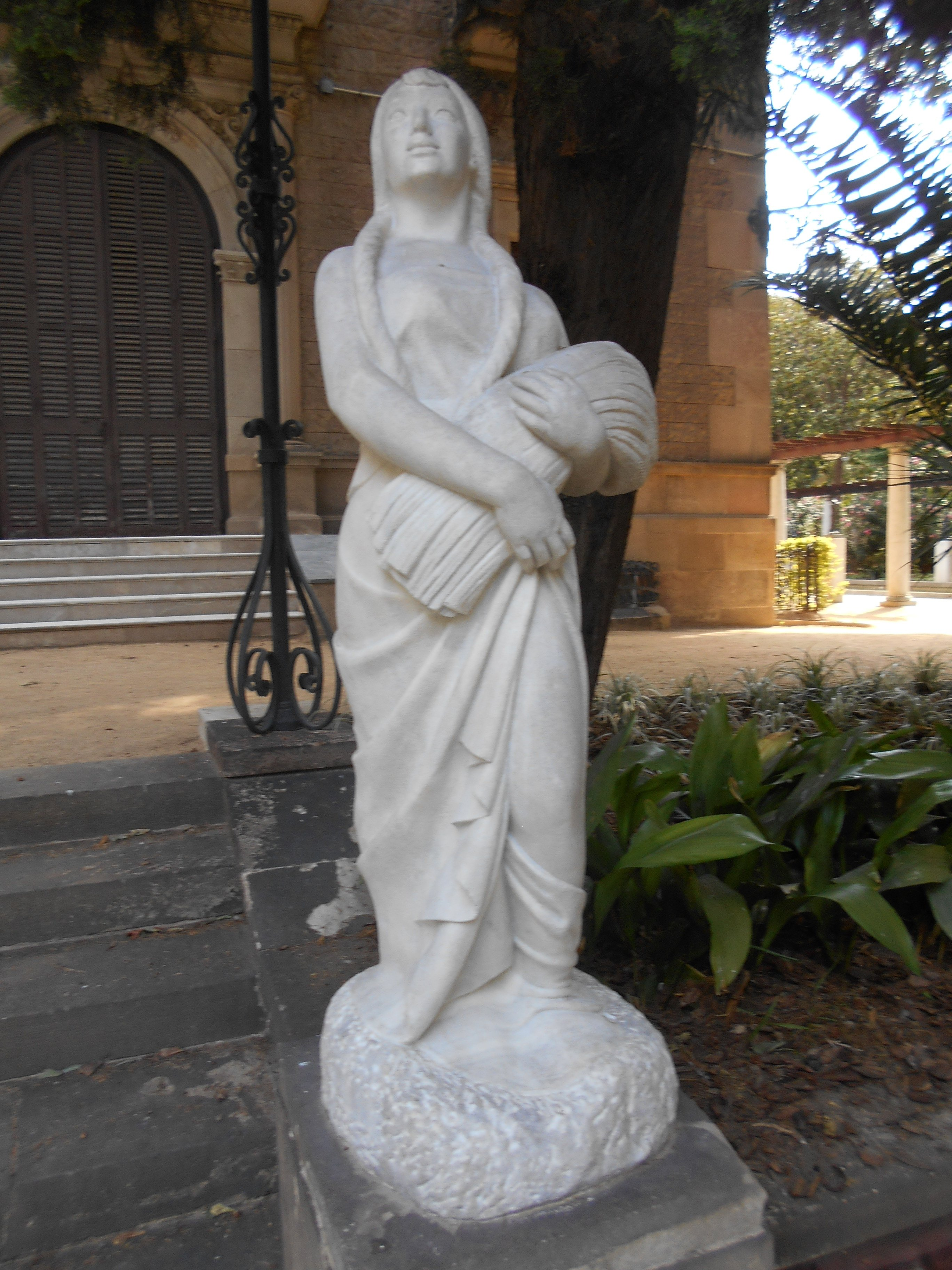
Al·legoria de la primavera, de Josep Cañas, 1945.
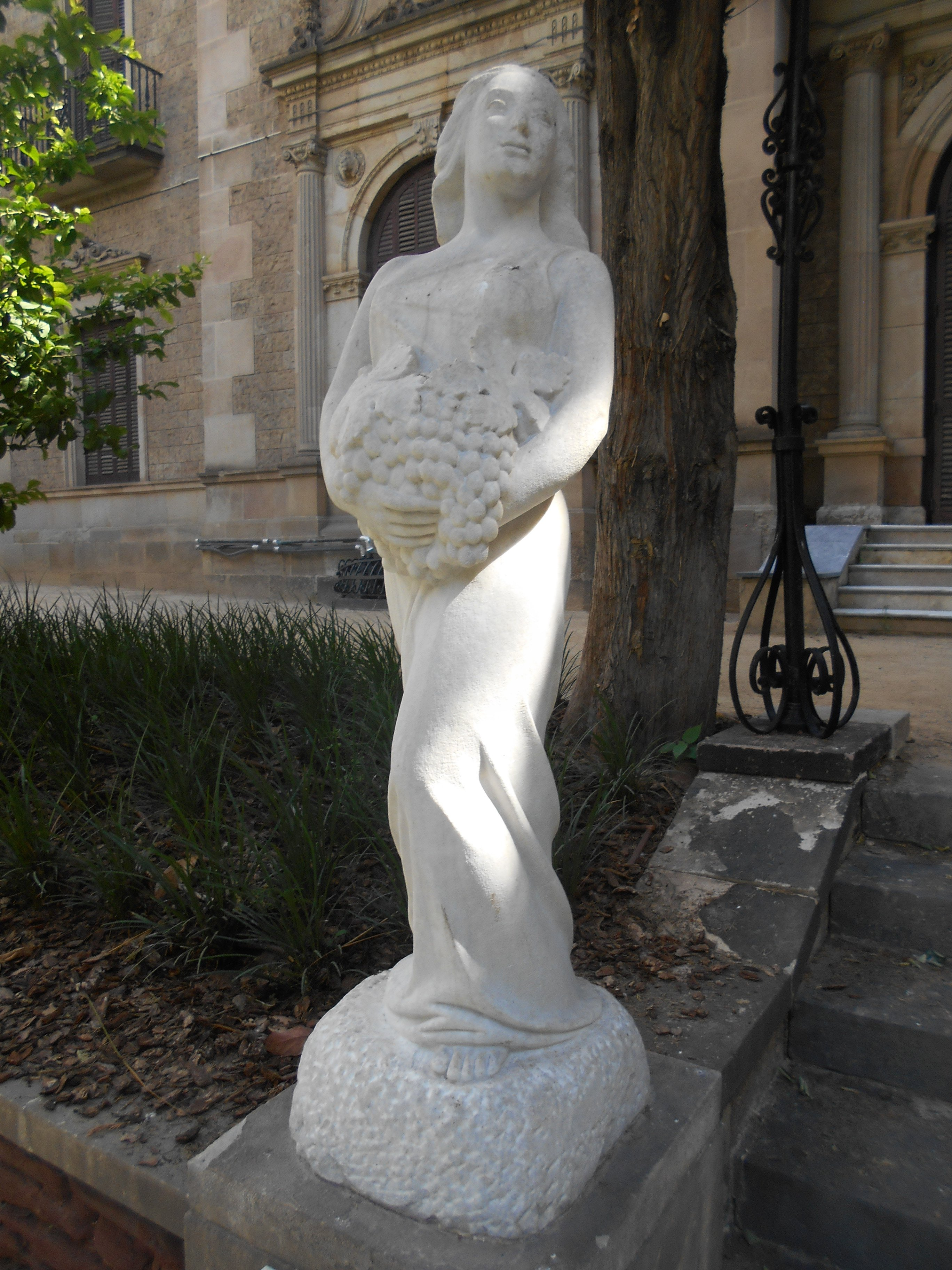
Al·legoria de l'estiu, de Josep Cañas, 1945.
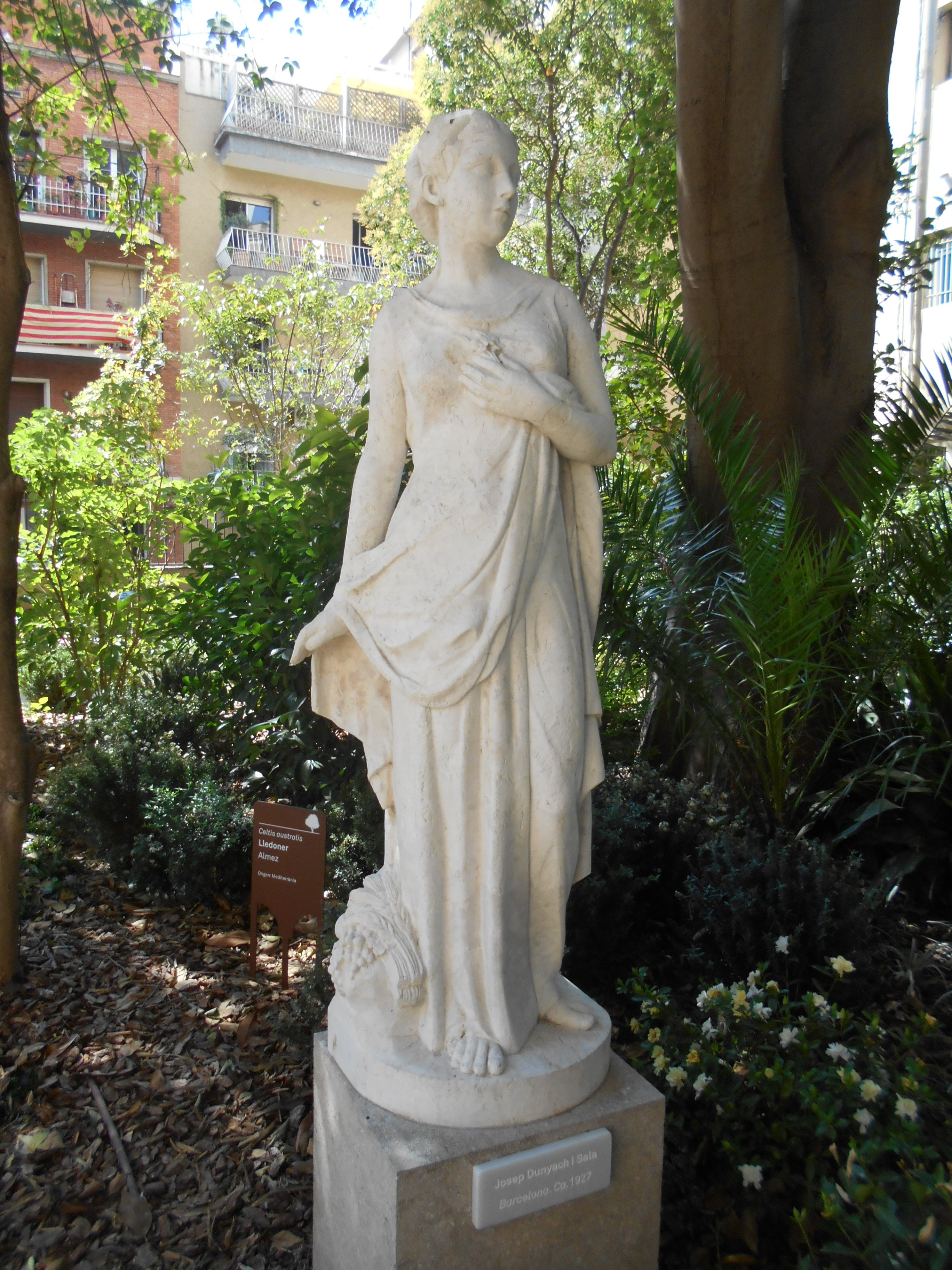
Barcelona, de Josep Dunyach, 1947.
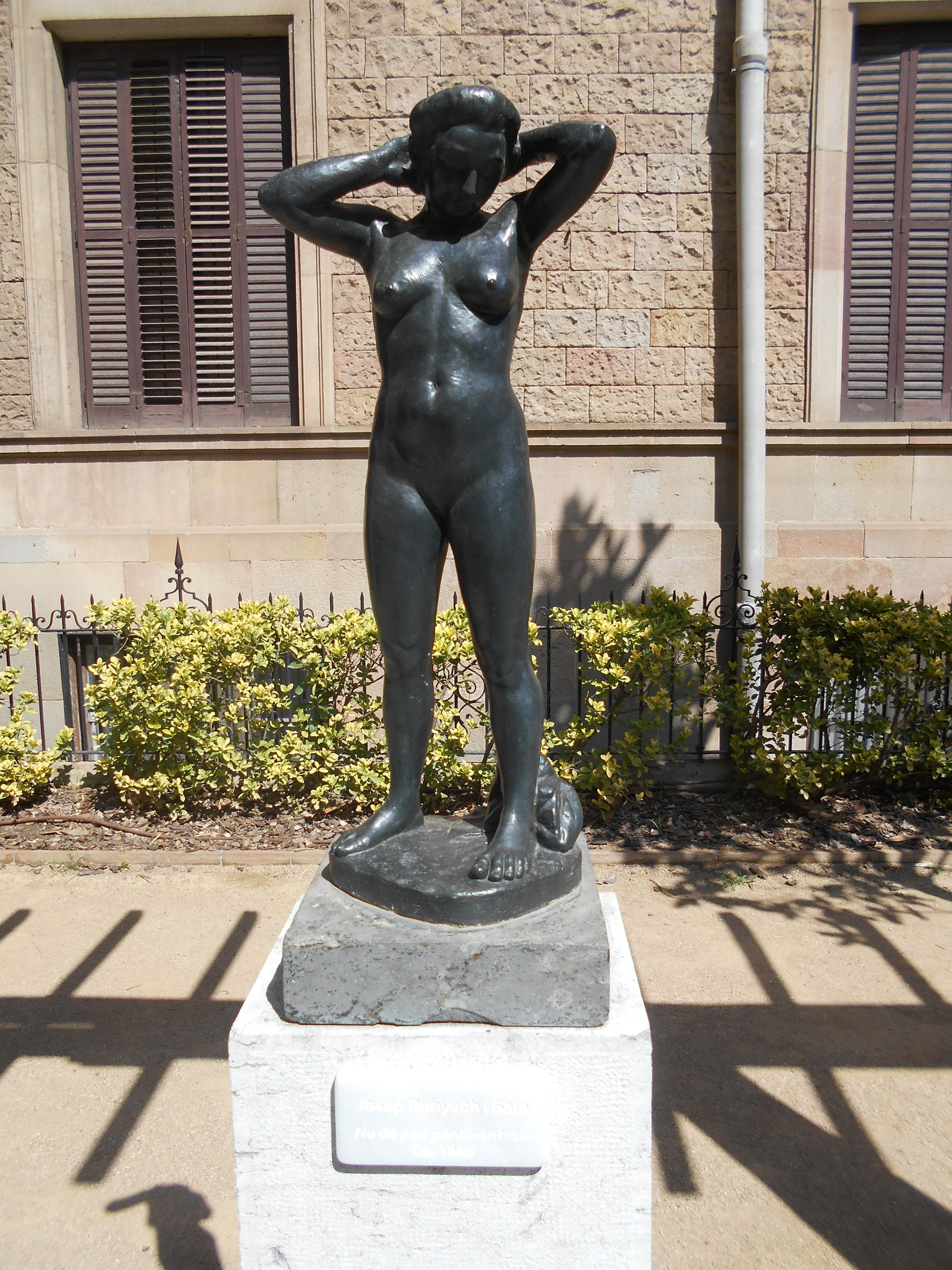
Nu de peu pentinant-se, de Josep Dunyach, 1940.
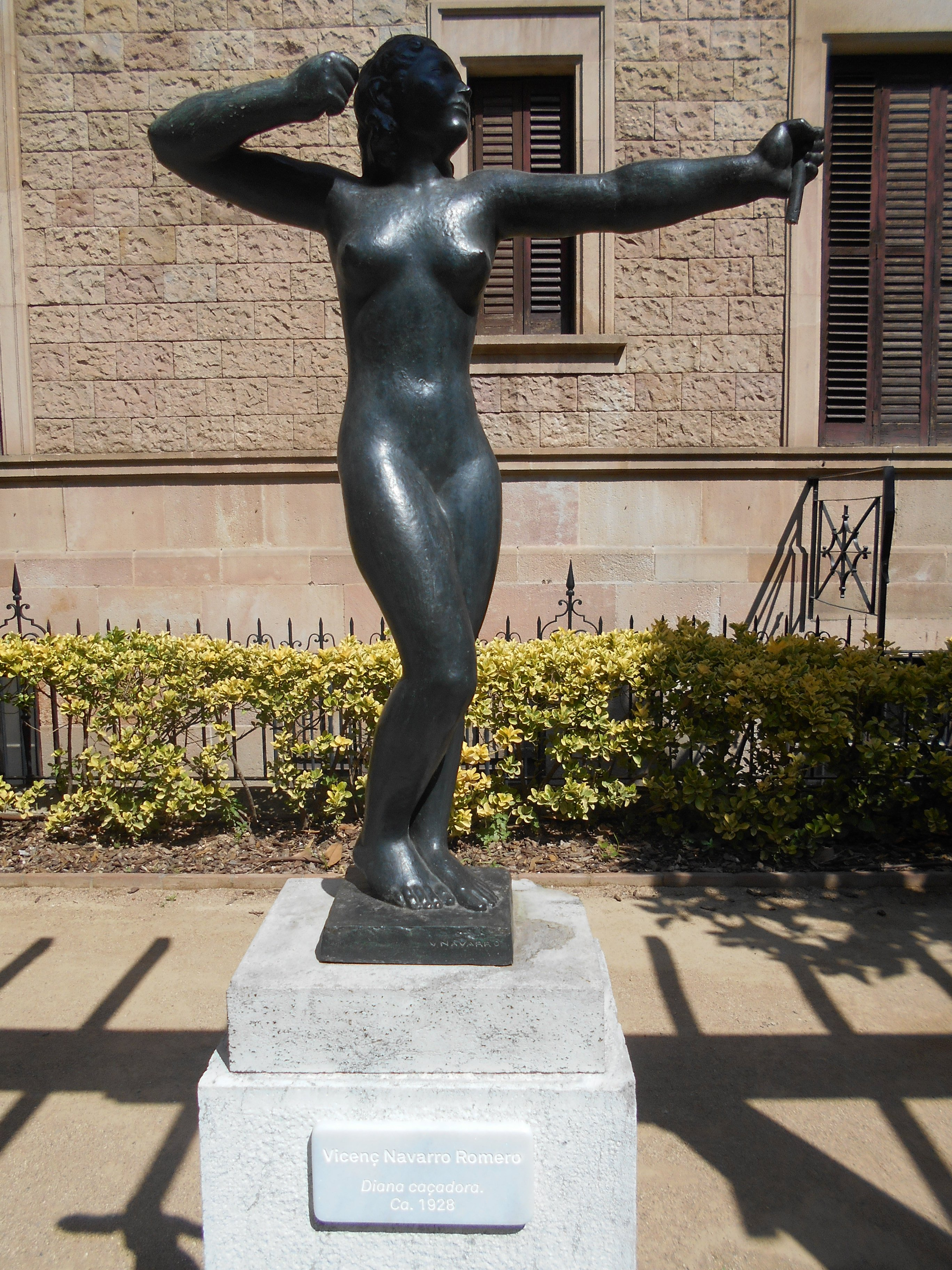
Diana caçadora, de Vicenç Navarro, 1928.
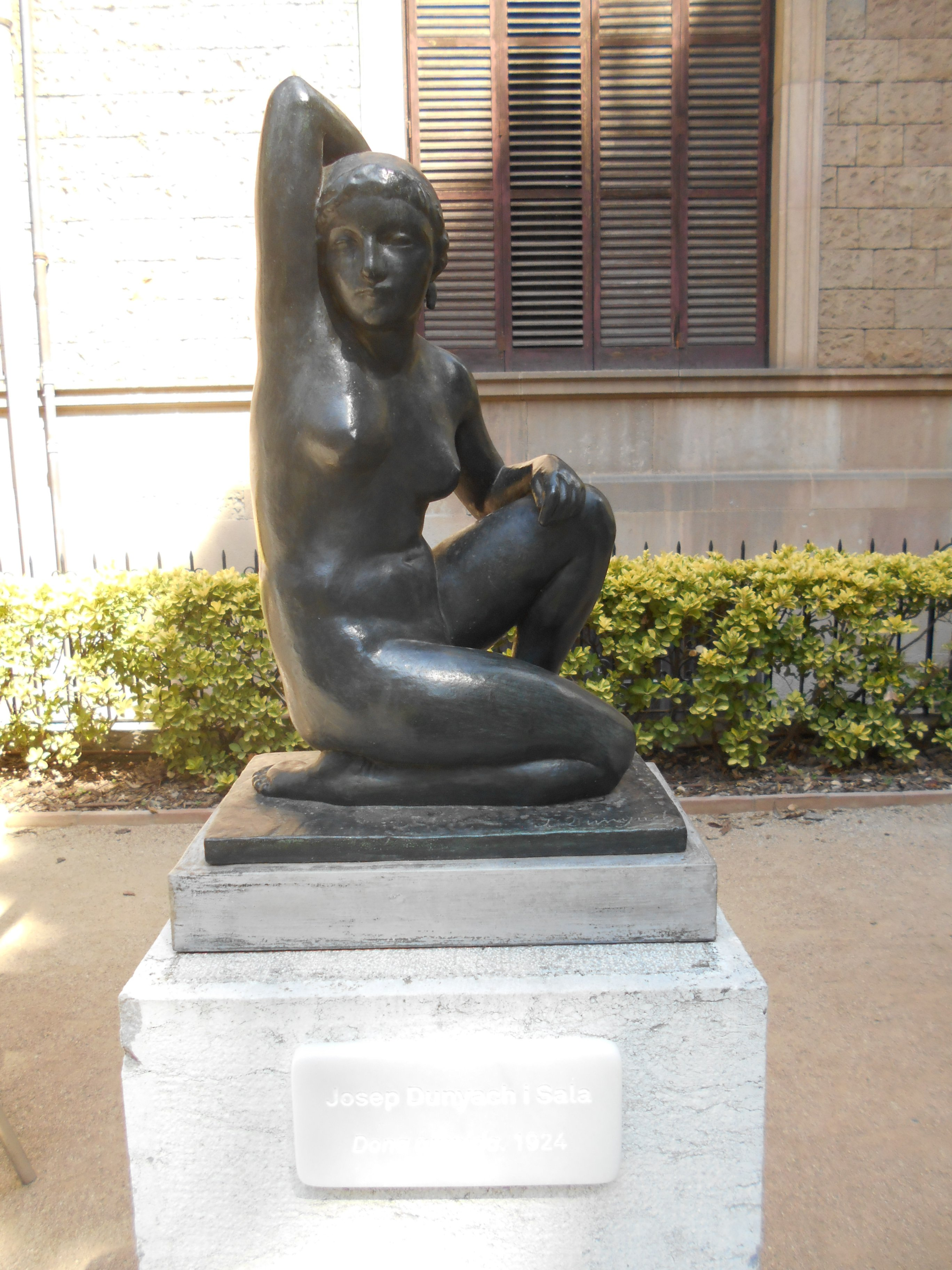
Dona ajupida, de Josep Dunyach, 1924.
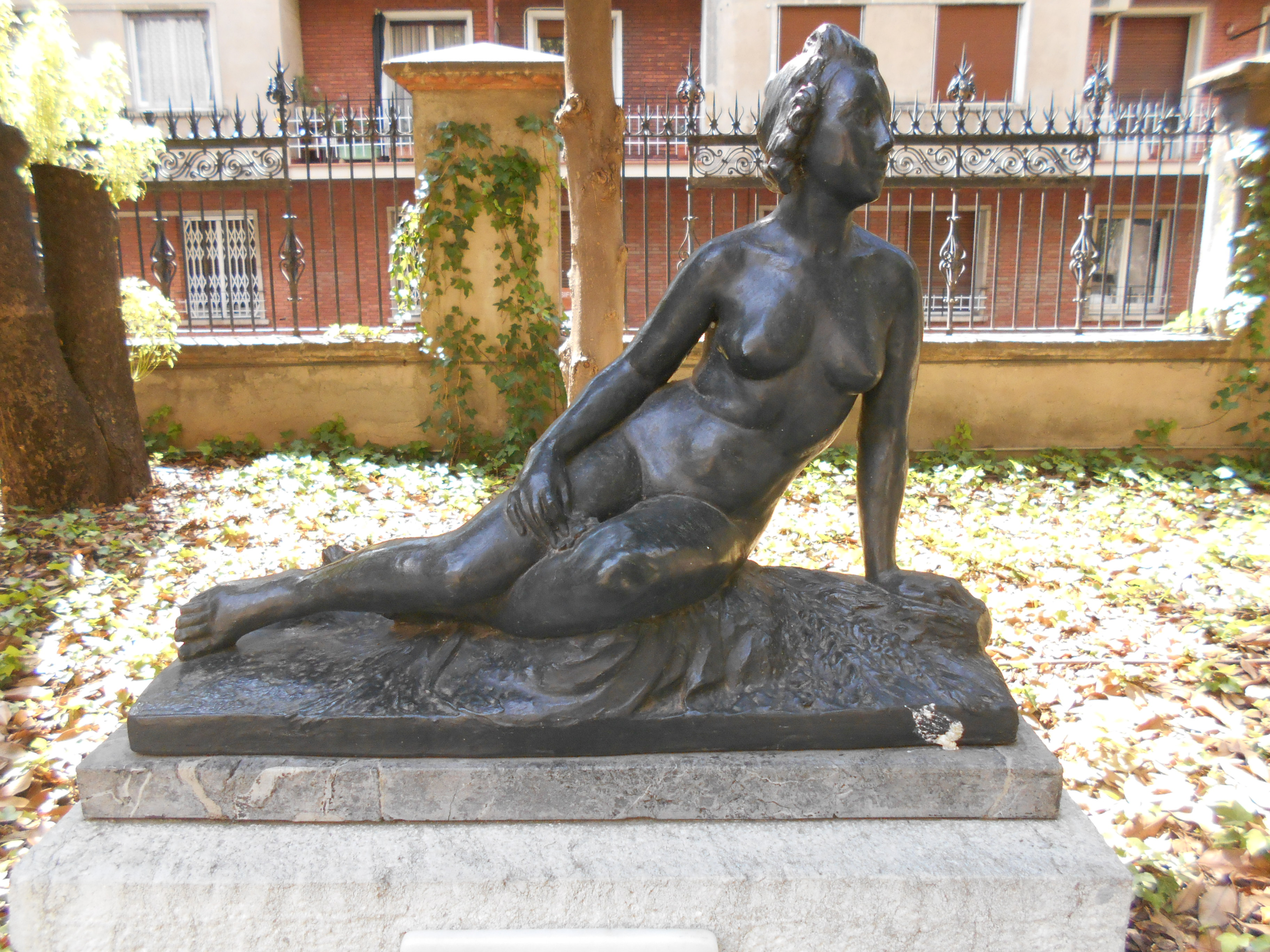
Dona recolzada sobre espigues, de Josep Dunyach, 1925.
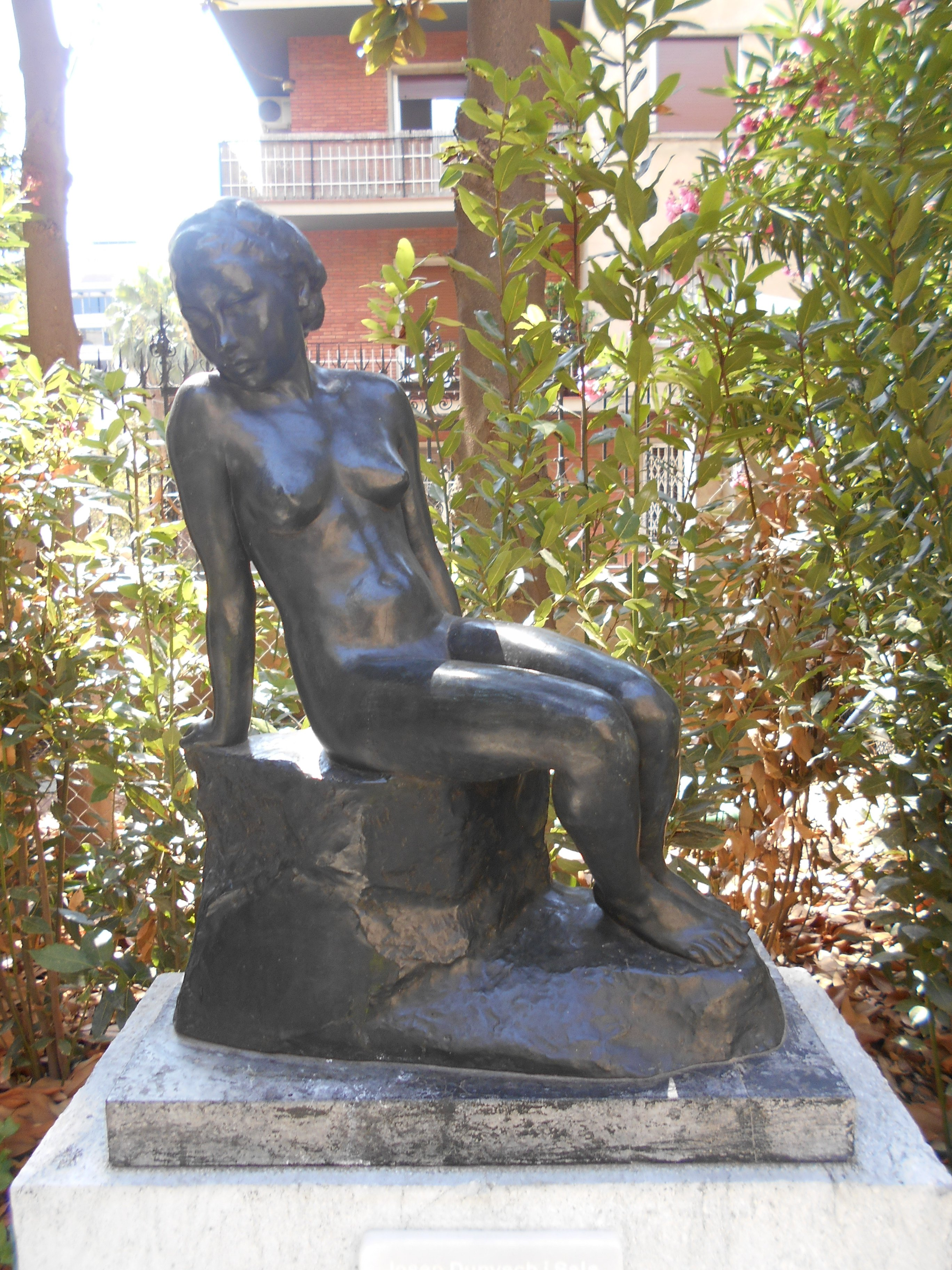
Figura femenina asseguda, de Josep Dunyach, 1928.
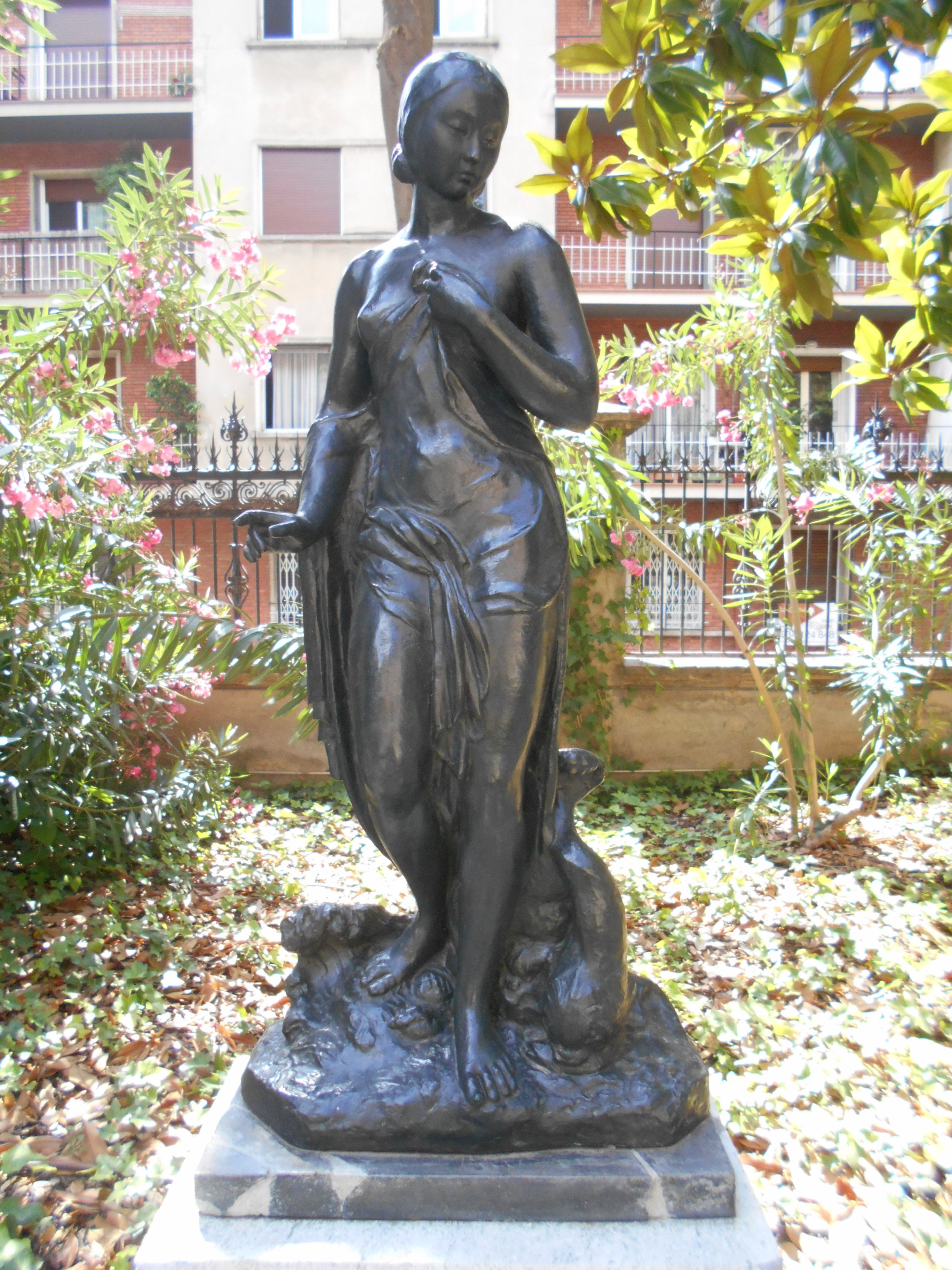
Nu, de Josep Dunyach, 1937.
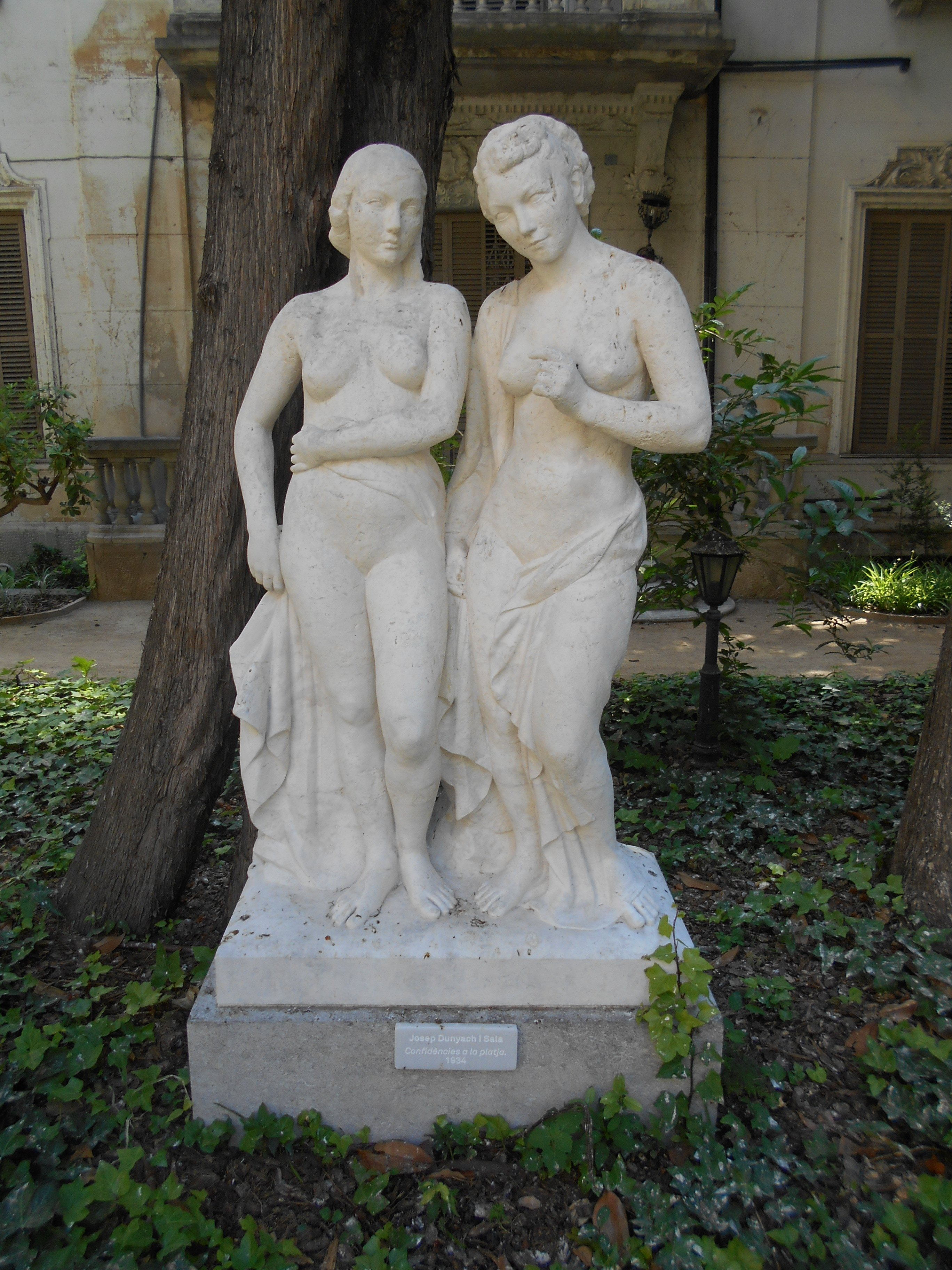
Confidències a la platja, de Josep Dunyach, 1934.